# Pech (folyó)
A Pech (pastuul: پېچ سيند) a Kunar jobb oldali mellékfolyója Afganisztán keleti részén.

## Leírása
A Pech a Hindukus-hegységben, egy 4476 m magas hegyi tóból ered, Nurisztán tartomány északi határán. Főleg délkeleti irányba folyik Nurisztán központi hegyvidéki részén. Körülbelül 30 km-rel a torkolata előtt a folyó Nangalam falunál bal oldal felől találkozik a Waygallal. Az alsó szakaszán Kunar tartományon keresztül halad keletre, és a tartomány fővárosában, Asadabadban jobb oldali mellékfolyójaként a Kunarba torkollik.
A folyó hossza körülbelül 120 km, vízgyűjtő területe 3855 km². Asadabadban, a folyó jobb partján van egy kis vízerőmű (2 × 350 kW), amelyet német támogatással építettek és 1983 óta működik, azonban csak egy egysége van használatban.
A folyó völgyében pastu és askun nyelveken beszélnek. A térség népességének többségét a pastu száfi törzs alkotja.

### Mellékfolyói
A Pech bal oldali mellékfolyója a Waygal, jobb oldali mellékfolyója pedig a Korangal.

## Fordítás
- Ez a szócikk részben vagy egészben  a   Pech (Kunar) című német Wikipédia-szócikk fordításán alapul.  Az eredeti cikk szerkesztőit annak laptörténete sorolja fel. Ez a jelzés csupán a megfogalmazás eredetét és a szerzői jogokat jelzi, nem szolgál a cikkben szereplő információk forrásmegjelöléseként.